# Cochlostoma pinteri
Cochlostoma pinteri е вид охлюв от семейство Diplommatinidae. Видът е почти застрашен от изчезване.

## Разпространение
Разпространен е в Албания.